# Dierrey-Saint-Julien
Dierrey-Saint-Julien és un municipi francès situat al departament de l'Aube i a la regió del Gran Est. L'any 2007 tenia 246 habitants.

## Demografia

### Població
El 2007 la població de fet de Dierrey-Saint-Julien era de 246 persones. Hi havia 96 famílies de les quals 24 eren unipersonals (12 homes vivint sols i 12 dones vivint soles), 28 parelles sense fills, 40 parelles amb fills i 4 famílies monoparentals amb fills.
La població ha evolucionat segons el següent gràfic:
Habitants censats

### Habitatges
El 2007 hi havia 100 habitatges, 94 eren l'habitatge principal de la família, 1 era una segona residència i 5 estaven desocupats. Tots els 99 habitatges eren cases. Dels 94 habitatges principals, 80 estaven ocupats pels seus propietaris, 11 estaven llogats i ocupats pels llogaters i 3 estaven cedits a títol gratuït; 1 tenia una cambra, 4 en tenien dues, 11 en tenien tres, 31 en tenien quatre i 47 en tenien cinc o més. 78 habitatges disposaven pel capbaix d'una plaça de pàrquing. A 32 habitatges hi havia un automòbil i a 49 n'hi havia dos o més.

### Piràmide de població
La piràmide de població per edats i sexe el 2009 era:
| Homes | Edats   | Dones |
| ----- | ------- | ----- |
| 0     | 95 o +  | 0     |
| 0     | 90 a 94 | 0     |
| 0     | 85 a 89 | 4     |
| 0     | 80 a 84 | 0     |
| 8     | 75 a 79 | 0     |
| 8     | 70 a 74 | 4     |
| 8     | 65 a 69 | 8     |
| 0     | 60 a 64 | 8     |
| 0     | 55 a 59 | 4     |
| 12    | 50 a 54 | 8     |
| 4     | 45 a 49 | 8     |
| 8     | 40 a 44 | 8     |
| 16    | 35 a 39 | 12    |
| 4     | 30 a 34 | 4     |
| 16    | 25 a 29 | 8     |
| 0     | 20 a 24 | 8     |
| 0     | 15 a 19 | 8     |
| 0     | 10 a 14 | 0     |
| 8     | 5 a 9   | 20    |
| 16    | 0 a 4   | 12    |

## Economia
El 2007 la població en edat de treballar era de 137 persones, 112 eren actives i 25 eren inactives. De les 112 persones actives 107 estaven ocupades (61 homes i 46 dones) i 5 estaven aturades (2 homes i 3 dones). De les 25 persones inactives 11 estaven jubilades, 3 estaven estudiant i 11 estaven classificades com a «altres inactius».

### Ingressos
El 2009 a Dierrey-Saint-Julien hi havia 102 unitats fiscals que integraven 277 persones, la mediana anual d'ingressos fiscals per persona era de 19.177 €.

### Activitats econòmiques
Dels 8 establiments que hi havia el 2007, 1 era d'una empresa alimentària, 3 d'empreses de fabricació d'altres productes industrials, 1 d'una empresa de construcció, 1 d'una empresa de comerç i reparació d'automòbils, 1 d'una empresa financera i 1 d'una entitat de l'administració pública.
L'únic servei als particulars que hi havia el 2009 era una lampisteria.
L'únic establiment comercial que hi havia el 2009 era una fleca.
L'any 2000 a Dierrey-Saint-Julien hi havia 13 explotacions agrícoles que ocupaven un total de 1.800 hectàrees.

## Equipaments sanitaris i escolars
El 2009 hi havia una escola maternal integrada dins d'un grup escolar amb les comunes properes formant una escola dispersa.

## Poblacions més properes
El següent diagrama mostra les poblacions més properes.